# Anita Neequaye
Anita Neequaye es una deportista ghanesa que compitió en taekwondo. Ganó una medalla de bronce en el Campeonato Africano de Taekwondo de 2003, en la categoría de –55 kg.

## Palmarés internacional
| Campeonato Africano | Campeonato Africano | Campeonato Africano | Campeonato Africano |
| Año                 | Lugar               | Medalla             | Categoría           |
| ------------------- | ------------------- | ------------------- | ------------------- |
| 2003                | Abuya (Nigeria)     | Medalla de bronce   | –55 kg              |